# Santiago Andrade
Santiago Ilidio de Andrade (Rio de Janeiro, 5 de setembro de 1964 — Rio de Janeiro, 10 de fevereiro de 2014) foi um repórter cinematográfico brasileiro.
Torcedor do Flamengo, o filho do meio de uma dona de casa e um porteiro foi criado em Copacabana, Zona Sul do Rio de Janeiro. Exerceu a carreira de repórter cinematográfico por 20 anos, sendo 10 anos pela TV Bandeirantes, onde participou de importantes coberturas, como a das chuvas na região serrana do Rio em 2011, que deixou centenas de mortos, o Massacre de Realengo, que vitimou 12 crianças numa escola, também em 2011, e em conferências internacionais como a Rio+20 e em eventos esportivos, como o Pan-Americano de 2007.
Experiente, ganhou dois prêmios. Em 2010 e em 2012, venceu, junto com o repórter Alexandre Tortoriello, dois prêmios jornalísticos de mobilidade urbana por reportagens sobre as dificuldades enfrentadas pelos usuários de transporte coletivo no Rio de Janeiro. Dificuldades essas que motivaram o início de grandes protestos na cidade em junho de 2013, após o anuncio do reajuste de tarifa. Santiago também participou da cobertura jornalística dessas manifestações.
Teve morte cerebral em 10 de fevereiro de 2014, quatro dias após ser atingido por um rojão disparado por um manifestante durante um protesto contra a alta da tarifa de ônibus no Rio, sendo a primeira vítima do ataque de um manifestante desde a onda de protestos pelo país, em junho do ano anterior.
Santiago era casado há 30 anos com Arlita Andrade, com que teve uma filha, a jornalista Vanessa Andrade, e três enteados, que ajudou a criar.

## Morte

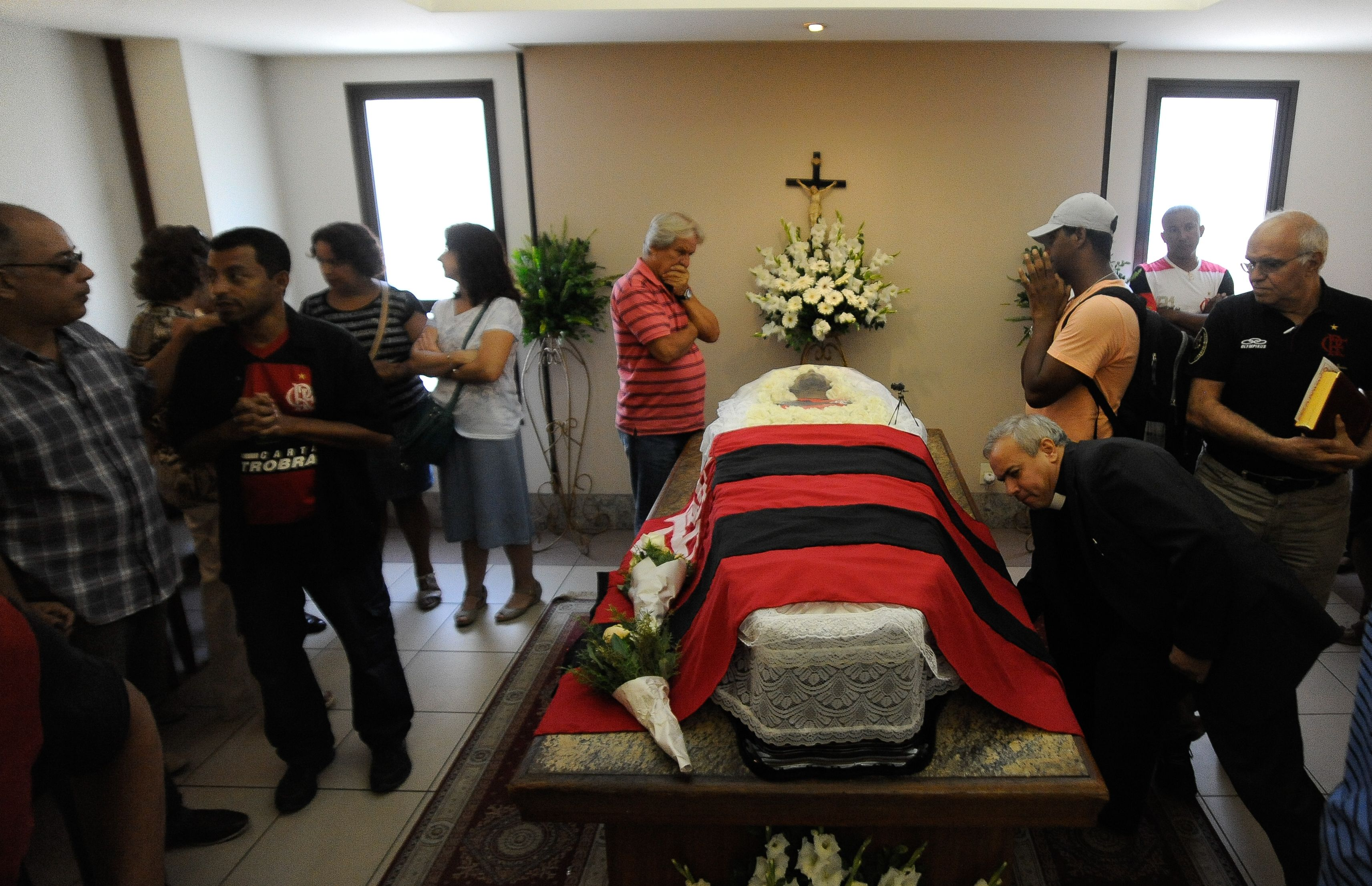
O corpo do cinegrafista foi velado no Memorial do Carmo, no Rio de Janeiro.

Duas horas depois de sair da redação da Band Rio, em 6 de fevereiro de 2014, para cobrir um protesto contra a alta da tarifa de ônibus, Santiago foi atingido na cabeça por um rojão jogado por um manifestante. 
Foi socorrido por dois colegas jornalistas e por um socorrista da Cruz Vermelha, sendo então levado - mediante a constatação, pelo socorrista, do estado gravíssimo - para o hospital mais próximo em uma viatura do Batalhão de Choque. Conforme afirma o socorrista, Marcos Cordeiro, a situação de Santiago era gravíssima e ele pode constatar, de imediato, a perda da orelha direita de Santiago. Fotos e gravações de jornais e de TVs ou agências de notícias registraram a tragédia, o que provocou forte repercussão, despertou a reação de autoridades e ajudou a polícia a identificar os suspeitos.                                                  
Durante quatro horas, médicos tentaram estancar a hemorragia e reduzir a pressão intracraniana, causadas pelo impacto do rojão. No restante dos três dias em que Santiago esteve internado no CTI do Hospital Municipal Souza Aguiar, seu estado de saúde manteve-se grave. Ele sofreu afundamento do crânio e perdeu parte da orelha esquerda. Em 10 de fevereiro, pouco depois das 12h, a Secretaria Municipal de Saúde anunciou a morte cerebral de Santiago.
A família doou os órgãos do cinegrafista, que foi cremado em 13 de fevereiro.

### Réus

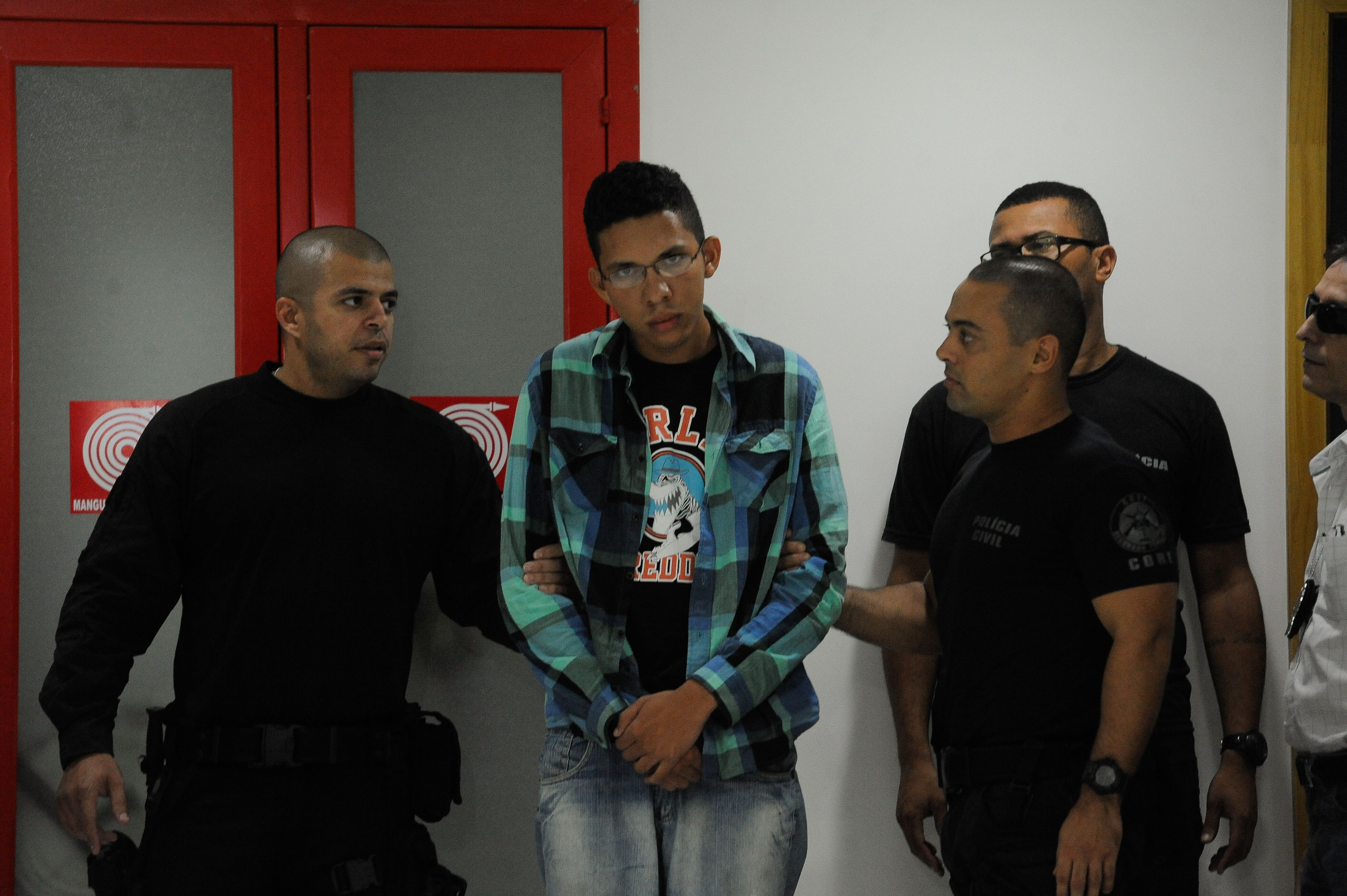
Caio Silva e Souza, suspeito de soltar o rojão que causou a morte de Santiago.

Fábio Raposo, então suspeito de passar para outro jovem o artefato, se apresentou à Polícia na madrugada de 7 de fevereiro, após veiculação em vários veículos de comunicação de imagens em que ele aparece com rosto coberto por um pano preto. Foi liberado no mesmo dia, mas a Justiça decretou a prisão temporária na manhã de 8 de fevereiro, e Raposo foi preso na casa de sua mãe.
Também através de imagens da mídia e com colaboração do advogado do primeiro preso, a Polícia identificou o suspeito de acender o rojão e, na noite de 10 de fevereiro, a Justiça decretou a prisão temporária de Caio Silva de Souza. Naquele momento, os policiais não podiam buscá-lo e prende-lo, isso só podia ser feito durante o dia. Em 11 de fevereiro, dezesseis policiais, agentes do serviço de inteligência e o Disque-Denúncia foram mobilizados na busca do manifestante, que foi considerado foragido e trabalhava como auxiliar de serviços gerais no Hospital Estadual Rocha Faria, em Campo Grande, Zona Oeste do Rio. Caio foi preso no dia 12 de fevereiro em Feira de Santana, na Bahia, e levado para o Rio de Janeiro.
Em 14 de fevereiro, a Polícia Civil entregou ao Ministério Público do Rio (MPRJ) o inquérito final, resultado de oito dias de investigações em 175 páginas. Eles foram indiciados por crimes de explosão e homicídio doloso triplamente qualificado com impossibilidade de defesa da vítima e com emprego de explosivo. Em 17 de fevereiro, o MP-RJ encaminhou a denuncia à Justiça e pediu a prisão preventiva de Fábio Raposo e Caio Silva de Souza. Em 20 de fevereiro, o Tribunal de Justiça do Rio (TJRJ) aceitou a denúncia contra os jovens e converteu a prisão temporária de 30 dias em prisão preventiva, o que teriam que ficar detidos no Complexo de Gericinó até o julgamento.
No entanto, em 18 de março de 2015, uma decisão da Justiça do Rio de Janeiro mudou esse andamento, e os réus não responderão por homicídio qualificado por motivo torpe, por, segundo a decisão, não haver provas da denúncia do MP de dolo eventual. Com isso, eles foram soltos, o caso deixa o Tribunal do Júri, será julgado em uma das varas criminais criminais comuns da Comarca da Capital e a pena, que variava de 12 a 30 anos, não deve passar de oito anos. O Ministério Público contestou a decisão, disse que as imagens registradas provam que houve dolo eventual e que a decisão provoca sensação de impunidade na sociedade. Um dos defensores dos réus afirmou que eles "digiram o o rojão para a multidão com o escope de causar tumulto".
Em 2016, o Supremo Tribunal Federal (STF) negou o habeas corpus pedido pela defesa dos acusados e o ministro Gilmar Mendes decidiu também manter o processo e submeter os réus ao Plenário do Tribunal do Júri, ou seja, a júri popular. Mas em 2019, uma nova defesa do réu Caio Silva de Souza obteve, na 8ª Câmara Criminal do Tribunal de Justiça do Rio, um habeas corpus que suspende a realização do julgamento, agendado para 25 de julho.
Com a decisão, dada em segunda instância, o júri popular de Caio Silva e Fábio Raposo Barbosa fica suspenso até que o mérito do habeas corpus seja julgado.

### Julgamento
Em 12 de dezembro de 2023, o julgamento de dois réus começou durante a tarde. No dia seguinte, após um longo julgamento, o Tribunal do Júri do Rio de Janeiro absolveu Fábio Raposo Barbosa, bem como acatou a tese defensiva dos advogados de Caio Silva de Souza, desclassificando o crime para sem intenção. Caio Silva de Souza foi condenado a 12 anos de prisão em regime fechado por ter sido o responsável por acender o rojão que atingiu o cinegrafista em 2014. A sentença foi proferida durante a madrugada.
Em 17 de julho de 2024, o Tribunal de Justiça do Rio de Janeiro reduziu a pena de Caio Silva de Souza, o único condenado em 1ª instância, pela morte do cinegrafista de 12 anos em regime fechado para 4 anos em regime aberto. A defesa de Caio Silva de Souza no júri e na apelação foi realizada pelos advogados Antônio Melchior, Leonardo Rivera e Rodrigo Faucz, que consideraram que a Justiça "impôs ao acusado uma pena proporcional ao lamentável episódio que resultou na morte do cinegrafista da Rede Bandeirantes".

### Repercussão

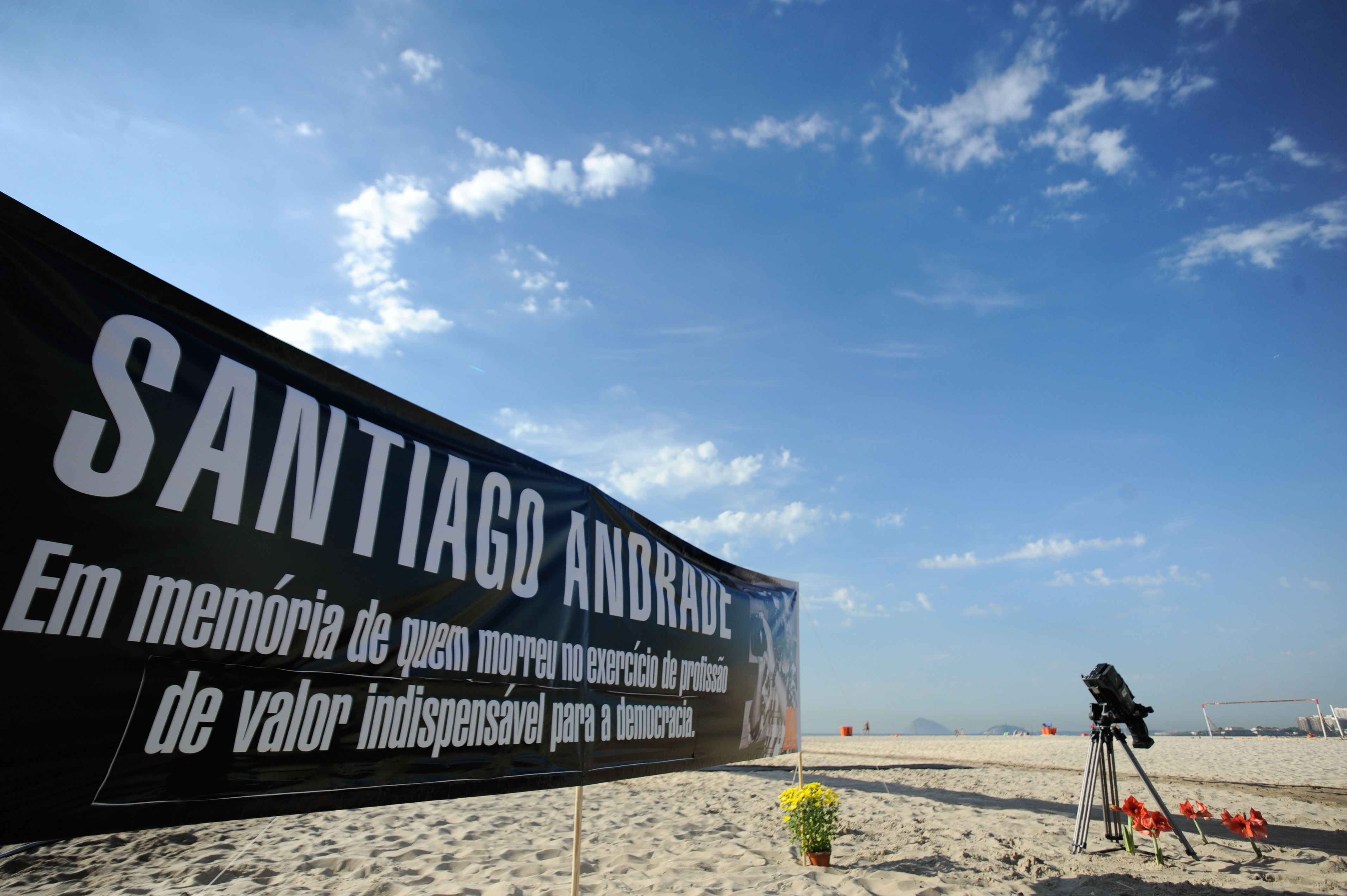
Homenagem ao cinegrafista realizada na praia de Copacabana.

Representantes dos três poderes e órgãos da sociedade civil condenaram o ato de violência e se solidarizaram com a família se Santiago. Após a morte do cinegrafista, o Senado chegou acelerar a votação da Lei Antiterrorismo que podia dar pena de até 40 anos a manifestantes violentos. Polêmico, o projeto saiu da pauta prioritária. O Ministro da Justiça chegou a propor política de proteção para jornalistas.
A Presidente Dilma Rousseff disse que a morte de Santiago "revolta e entristece" e determinou que a Polícia Federal (PF) apoie as investigações. Dilma disse também que "não é admissível que os protestos democráticos sejam desvirtuados por quem não tem respeito por vidas humanas. A liberdade de manifestação é um princípio fundamental da democracia e jamais pode ser usada para matar, ferir, agredir e ameaçar vidas humanas, nem depredar patrimônio público ou privado".
No fim da tarde do dia em que foi anunciada a morte cerebral do profissional, jornalistas de várias veículos de mídia se reuniram no Rio de Janeiro para homenageá-lo. Fotógrafos, cinegrafistas e assistentes fizeram uma caminhada por uma das principais avenidas do centro. O gesto se repetiu no local onde Santiago foi atingido pelo rojão. Em Brasília, cinegrafistas deixaram os equipamentos no chão e cruzaram os braços na rampa do Congresso Nacional.
Santiago também foi homenageado no Jornal Nacional, da Rede Globo. No encerramento do telejornal, os créditos subiram, sem a trilha do JN, e sob aplausos, jornalistas e vários cinegrafistas viraram suas câmeras para uma foto do colega, projetada no telão. Minutos antes, William Bonner leu um editorial da Rede Globo em que diz que "não é só a imprensa que está de luto com a morte do nosso colega da TV Bandeirantes Santiago Andrade. É a sociedade" e que "a Rede Globo se solidariza com a família de Santiago, lamenta a sua morte, e se junta a todos que exigem que os culpados sejam identificados, exemplarmente punidos. E que a polícia investigue se, por trás da violência, existe algo mais do que a pura irracionalidade".
Em nota, a Rede Bandeirantes disse que vai acompanhar passo a passo as investigações e o processo e exigir a condenação do assassino e do grupo no qual ele faz parte. "ao fazer isso, estará solidária não só com a família de Santiago Andrade. Mas com toda a família brasileira, que já não suporta viver cercada de tantas e variadas ameaças, sentindo-se numa terra de ninguém".
Em 11 de fevereiro, cerca de 30 profissionais de vários canais de TV fizeram um protesto em frente à delegacia em que investigava o caso. Em um ato simbólico, microfones e câmeras foram colocados no chão por alguns minutos para exigir das empresas mais suporte aos jornalistas escalados para os protestos de rua no Rio. Santiago estava sem capacete ao ser atingido e era também motorista da equipe.
O assassinato do jornalista entrou na lista da revista Veja (2014) de crimes que "chocaram" o Brasil.

### Despedida da filha
Também jornalista, a única filha de Santiago, Vanessa Andrade, fez um texto de despedida em homenagem ao pai e publicou em seu perfil no Facebook.
| “ | Meu nome é Vanessa Andrade, tenho 29 anos e acabo de perder meu pai. Quando decidi ser jornalista, aos 16, ele quase caiu duro. Disse que era profissão ingrata, salário baixo e muita ralação. Mas eu expliquei: vou usar seu sobrenome. Ele riu e disse: então pode! Quando fiz a primeira tatuagem, aos 15, achei que ele iria surtar. Mas ele olhou e disse: caramba, filha. Quero fazer também. E me deu de presente meu nome no antebraço. Quando me casei, ele ficou tão bêbado que, na hora de eu me despedir para a lua-de-mel, ele vomitava e me abraçava ao mesmo tempo. Me ensinou muitos valores. A gente que é de família humilde precisa provar duas vezes a que veio. Me deixou a vida toda em escola pública porque preferiu trabalhar mais para me pagar a faculdade. Ali o sonho dele se realizava. E o meu começava. Esta noite eu passei no hospital me despedindo. Só eu e ele. Deitada em seu ombro, tivemos tempo de conversar sobre muitos assuntos, pedi perdão pelas minhas falhas e prometi seguir de cabeça erguida e cuidar da minha mãe e dos meus avós. Ele estava quentinho e sereno. Éramos só nós dois, pai e filha, na despedida mais linda que eu poderia ter. E ele também se despediu. Sei que ele está bem. Claro que está. E eu sou a continuação da vida dele. Um dia meus futuros filhos saberão quem foi Santiago Andrade, o avô deles. Mas eu, somente eu, saberei o orgulho de ter o nome dele na minha identidade. Obrigada, meu Deus. Porque tive a chance de amar e ser amada. Tive todas as alegrias e tristezas de pai e filha. Eu tive um pai. E ele teve uma filha. Obrigada a todos. Ele também agradece. Eu sou Vanessa Andrade, tenho 29 anos e os anjinhos do céu acabam de ganhar um pai. | ” |